# Откровение Иоанна Богослова, 17

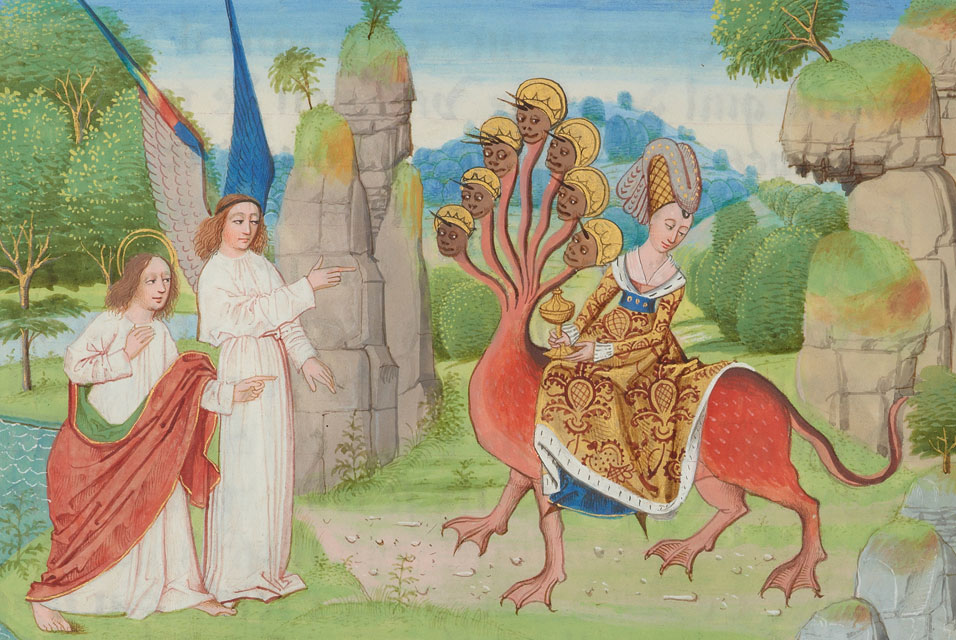

Откровение Иоанна Богослова, Глава 17 — семнадцатая глава Книги Апокалипсиса (17:1—18), в которой появляется Вавилонская блудница.

## Структура
- Великая блудница (1-6)
- Тайна жены блудницы и зверя (7-10)
- Победа Агнца, гибель зверя и всех его последователей (11-18)

## Содержание
Один из семи-ангелов мстителей, в предыдущей главе изливавших чаши Божьего гнева, говорит Иоанну, что покажет ему, какая кара ожидает Великую блудницу, «сидящую у многих рек», с которой развратничали цари земли. Он приводит Иоанна в пустыню, где тот видит женщину верхом на красном звере, покрытом кощунственными именами, с 7 головами и 10 рогами. Женщина одета в порфиру и багряницу, на ней множество драгоценностей, а в руках она держит чашу с вином своего блудодейства. На лбу у нее имя «тайна, Вавилон великий, мать блудницам и мерзостям земным». Женщина пьяна от крови верующих в Иисуса.
Затем ангел объясняет Иоанну тайну женщины и зверя, на котором она сидит. Зверя пока нет, но он явится из бездны. Семь голов зверя — это семь холмов, на которых сидит женщина; они же — 7 царей, из которых «пять пали, один есть, а другой еще не пришел, и когда придет, не долго ему быть». 10 рогов — это десять царей, которых еще нет, но они получат вместе со зверем царскую власть на один час. Они будут воевать с Агнцем, и тот их победит. Реки, у которых сидит блудница — это народы. 10 рогов и зверь разорят Блудницу, будут пожирать ее плоть и жечь огнем. Ангел говорит, что по замыслу Божьему царская власть будет отдана зверю до тех пор, пока не свершатся Божьи слова. Жена же — это великий город, царствующий над земными царями.

### Упомянуты
- Вавилонская блудница
- Зверь багряный
- Вавилон великий
- Цари Апокалипсиса

## Толкование
Эта глава посвящена судьбе Римской империи, которая иллюстрируется образом Блудницы, сидящей на семи холмах. Рим называется «Вавилоном», поскольку это ветхозаветный образ насильственной власти, объединяющей многонациональное царство. Эта глава, по мнению комментаторов, одна из самых трудных для толкования.

### Вавилонская блудница
Воды, на которых сидит блудница — образ, взятый из древних пророчеств, обличавших Вавилон (Иер 51,13), в следующих строках это обозначение народов, говорящих на многих языках (Ис. 8,7.8, Иер. 47,2). То, что с ней блудодействовали цари земные — то есть они предавались язычеству. Она находится в пустыне, так как это место обитания демонов, символ внеблагодатного места. Женщина, одетая в царское облачение — порфир и багряницу, и с золотой чашей в руках (аналог евхаристического потира), является как бы лжецерковью, и противостоит Жене, облеченной в солнце. Имя, написанное на челе — намек на обычай римских проституток писать имена на головных повязках. Упомянутая «тайна» заключается в том, что «Вавилон» значит «Рим» и это неведомо постороннему, однако хорошо знает христианский читатель. То, что она обозначает именно Рим, считает большинство комментаторов, из современных Б. Бауэр; этой же точки зрения придерживались советские историки религии Я. Ленцман, И. Крывелев, И. Свенцицкая). Также существует мнение, что этим городом является Иерусалим. Версию про Иерусалим, как основанную на современных Иоанну событиях, впервые выдвинул Фермен Абози. Он увидел в семи горах, упоминаемых в Откр. 17:9, семь холмов на которых стоит Иерусалим, а падение Вавилона счёл описанием разрушения Иерусалима римским императором Титом в 70 году. Профессор Александр Колесников отмечает, что Отцы Церкви понимают под Вавилоном Иерусалим, который, согласно предсказаниям, станет столицей Антихриста. Подтверждение этой версии Колесников видит также в том, что пришедшее на смену старому миру Царство славы Божией автор Откровения называет «Иерусалимом новым», тем самым противопоставляя его «Иерусалиму земному».
Женщина упоена кровью мучеников, погубленных римской империей, то есть Рим пресытился этой бойней и упивается ею, как пьяница вином. Порфира, багряница и драгоценности — это еще и символ роскоши и распутства Рима. Образ чаши с распутством, появлявшийся в предыдущих главах, также взят из Ветхого завета; Рим соблазнил свои соблазны по всему миру.

### Зверь багряный
Значение зверя установить труднее, оно не однозначно, однако все смыслы очевидно связаны с Римской империей; причем женщина тогда — это собственно город Рим. Багряный цвет зверя — пурпурный, символ богатства, царства и власти. Все его тело покрыто «именами богохульными» — титулами цезарей. Раньше они были только на голове — теперь же богохульство распространилось на всю империю, на все народы. Обилие имен — указание на множество богов в римском пантеоне; также они оскорбление Богу.
«Зверь, которого ты видел, был, и нет его, и выйдет из бездны» — гротескная параллель с Мессией, который был, есть и грядет. Он — антихрист, антипод Христа, переживший потрясения и возвращающийся. Возможно, историческая подоплека — ситуация с Лже-Неронами, которых считали чудесно спасшимся императором. Толкование внешности зверя, которое ангел дает Иоанну, также связывают с Римом: «семь голов суть семь гор, на которых сидит жена» (см. семь холмов Рима), а семь царей толкователи пытаются увязать с чредой римских императоров от Августа и таким образом, в частности, датировать «Апокалипсис». Зверь, который станет восьмым царем, принадлежит к тому же роду, он отождествляется с антихристом.
Различные комментаторы спорят, надо ли отождествлять его с Красным драконом (дьяволом), либо со Зверем из моря (антихристом) — оба этих животных имеют по 7 голов и 10 рогов.

### Десять царей
10 царей, которые еще не получили царства — возможно, речь идет о десяти парфянских сатрапиях, либо же есть версия, что это провинции Рима, которые восстали против него. Главное, что это символ мощного врага, внутреннего или внешнего, который обрушивается на империю. Когда цари получат царство и власть, это повлечет два последствия: они передадут свою власть зверю и вместе с ним восстанут против блудницы, а также поведут борьбу с Агнцем, в которой будут разгромлены. То, что блудница будет разорена, убита 10 царями, своими любовниками — предсказание разрушения Рима восставшими народами.